# Yifrin
Yifrin (arabă يفرن) este un oraș în Libia. Înainte de anul 2007, Yifrin a fost reședința districtului Yafran.